# Уайт, Эмили Джейн
Эмили Джейн Уайт (англ. Emily Jane White) — американская певица.

## Биография
Эмили Джейн Уайт родилась в Форт-Брагге, в Калифорнии. Её отец служил в Торговом флоте США, а мать работала учителем.
Уайт начала заниматься музыкой с пяти лет. В 12 отец научил её играть на гитаре. А в 16 она написала свои первые песни.
В 2003 году Эмили Джейн получила степень в Калифорнийском университете в Санта-Крузе. Её первый музыкальный опыт пришелся на панковские и металлические коллективы. Позднее она создала собственную музыкальную группу Diamond Star Halos.

## Музыкальная карьера
2 ноября 2007 года на студии Double Negative Records состоялся релиз первого альбома Эмили Джейн Уайт Dark Undercoat. Песня «Wild Tigers I Have Known» с этого альбома стала заглавной темой одноименного фильма Кэма Арчера. А песня «Hole in the Middle» через 15 лет после релиза войдет в официальный саундтрек компьютерной игры As Dusk Falls. На концертах Уайт помогали Джен Грэйди и Кэри Лампрехт.
Релиз второго альбома Уайт Victorian America в США состоялся позднее, чем в Европе, а именно 27 апреля 2010 г. на студии Milan Records. Он был записан в Сан Франциско и Окленде. По сравнению с дебютным альбомом этот Эмили Джейн охарактеризовала как «более чем амбициозную запись».
Третий альбом Уайт получил название Ode to Sentience. А в декабре 2013 г. получил релиз Blood/Lines. Его описывали как «новое стилистическое направление в репертуаре» с «нео-готическими нотками».
В июне 2016 года вышел сингл «Frozen Garden», ставший предвестником нового альбома, вышедшего спустя месяц. They Moved in Shadow All Together описывали как «выводящий на первый план озабоченность расовым и гендерным равенством». Альбом был записан за два года на студии Tiny Telephone Studio в Сан Франциско.
Релиз Immanent Fire, шестого альбома Эмили Джейн, состоялся в ноябре 2019 г. Большая часть композиций посвящена проблемам окружающей среды, капитализму и патриархату.

## Стиль и влияние
Уайт объяснила интерес к «темной стороне жизни» тем, что «вы можете открыть и раскрыть… тонкости и нюансы, которые существуют, но о которых никто не хочет говорить». Песня «The Black Dove» была вдохновлена движением Black Lives Matter. На творчество певицы повлияли Кормак Маккарти, Эмили Бронте, Эдна Сент-Винсент Миллей и Эдгар Аллан По.

## Дискография

### Альбомы
| Год  | Альбом                            | Наивысшие позиции в чартах | Сертификации |
| Год  | Альбом                            | FR                         | Сертификации |
| ---- | --------------------------------- | -------------------------- | ------------ |
| 2007 | Dark Undercoat                    | 143                        |              |
| 2009 | Victorian America                 | 113                        |              |
| 2010 | Ode to Sentience                  | 112                        |              |
| 2013 | Blood / Lines                     |                            |              |
| 2016 | They Moved in Shadow All Together |                            |              |
| 2019 | Immanent Fire                     |                            |              |
| 2022 | Alluvion                          |                            |              |

### Синглы
| Год  | Сингл  | Наивысшие позиции в чартах | Альбом |
| Год  | Сингл  | FR                         | Альбом |
| ---- | ------ | -------------------------- | ------ |
| 2013 | Keeley | 196                        |        |